# Йоган Вальтер (композитор)
Йоганн Вальтер (нім. Johann Walter, справжнє ім'я — нім. Johann Blanckenmüller; 1496, Кала, Німеччина — 25 березня 1570, Торгау) — німецький композитор, поет, теоретик музики; прославився як упорядник (за завданням Мартіна Лютера) першої збірки багатоголосних лютеранських хоралів (так званого «Віттенберзького пісенника»). Вважається першим кантором протестантської церкви в Німеччині (нім. lutheranischer Urkantor). Йоганна Вальтера не слід плутати з Йоганном Готфрідом Вальтером (1684–1768), німецьким композитором і енциклопедистом.

## Життя і творчість

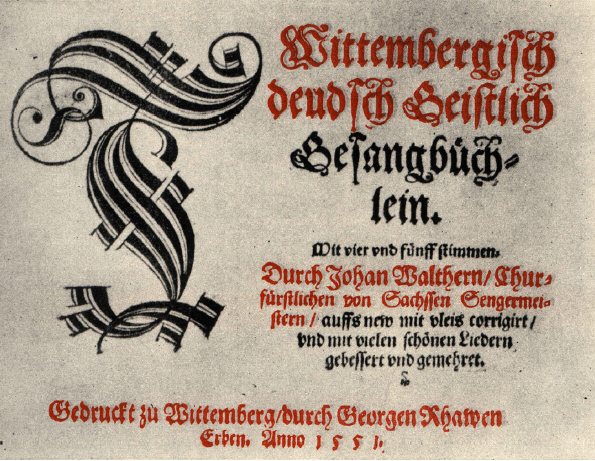
Титульна сторінка «Віттенберзького пісенника» Йоганна Вальтера, видання 1551 року (партія тенора)

У 1521–1525 роках співочий (бас) у придворній капелі курфюрста саксонського Фрідріха III. Імовірно в 1522 або 1523 році познайомився з Лютером, який здійснив на релігійні і соціальні погляди Вальтера вирішальний вплив. Під «ідейним» керівництвом Лютера займався організацією повсякденного співочого репертуару для нової церкви. Складена Вальтером «Книжечка духовних пісень» («Geystliche gesangk Buchleyn»), вперше опублікована (з передмовою Лютера) у Віттенберзі в 1524 році, відразу завоювала популярність у протестантів. Уже в 1526 році Меланхтон писав, що Вальтер «створив гімни, які настільки популярні в наші дні», а в 1527 році засвідчив, що музика Вальтера (тобто протестантські хорали) — це те, що «нині найбільше співають у Віттенберзі». Після 1524 року  пісенник Вальтера неодноразово перевидавався з постійним розширенням і оновленням (3-є видання приблизно у 1528 році; 6-е видання під назвою «Віттенберзький пісенник», 1551).
У 1525 році Вальтер консультував Лютера при написанні останнім програмової праці «Німецька меса». Не без впливу Лютера Вальтер став активно займатися влаштуванням міської музики. У 1526–1548 роках він жив переважно в Торгау, де (в 1526 році) одружився, вчив хорового співу хлопчиків, у 1532 році отримав права громадянина міста, з 1535 року очолив там власну співочу школу (Kantorei), яка брала участь у всіх відповідальних міських заходах. Паралельно (з 1527 року) вчився в Лейпцизькому університеті. У 1548–1554 роках жив у Дрездені, де служив капельмейстером саксонської придворної капели, де, мабуть, також запроваджував протестантську церковну пісню. Відійшов від справ у 1554 році, залишок життя прожив у Торгау.
Вальтер — автор творів (які не отримали визнання, як його «Віттенберзький пісенник») у різних жанрах хорової духовної музики, в тому числі 8 магніфікатів, Страстей за Матвієм та Іоанном, мотетів.

## Поетичні трактати про музику
- Хвала і слава високоповажному мистецтву музики (Lob und Preis der löblichen Kunst Musica; Wittenberg, 1538; віршована передмова до поеми [відома нині під назвою «Frau Musica»], написав Мартін Лютер). Видання трактату вийшло за ред. В. Гурлітта.
- Хвала і слава небесному мистецтву музики (Lob und Preis der himmlischen Kunst Musica; Wittenberg, 1564). Всі 56 строф цієї поеми є акровіршами на MUSICA або ACISUM (інвертована форма того ж слова). Як передмову до поеми Вальтер опублікував переклад трактату «Encomion musices» Лютера, який довгий час вважався оригінальним текстом Лютера; нині встановлено, що при перекладі з латини Вальтер припустився надзвичайних вольностей.

Обидві невеликі поеми про музику опубліковані в повному зібранні творів Вальтера, підготовленому Отто Шредером (Bd.6, SS. 153-161).

## Видання творів і література
- Johann Walter. Sämtliche Werke, hrsg. v. Otto Schröder et al. Kassel: Bärenreiter, 1953-1973.
- Gurlitt W. Johannes Walter und die Musik der Reformationszeit // Luther-Jahrbuch, XV (1933), SS. 1-112.
- Bender, Martin. Allein auf Gottes Wort. Johann Walter - Kantor der Reformation. Berlin: Evangelische Verlagsanstalt, 1971.
- Blankenburg, Walter. Johann Walter. Leben und Werk. Tutzing: Schneider, 1991. ISBN 3-7952-0618-9 .